# Hoàn Nhan Trọng Đức
Hoàn Nhan Trọng Đức  (chữ Hán:完顏仲德 ;? – 9 tháng 2 năm 1234), tên thật là Hốt Tà Hổ (忽斜虎), người Hợp Lãn lộ, là tướng lĩnh chống quân Mông Cổ cuối thời Kim.

## Tiểu sử

### Thân thế và binh nghiệp
Hoàn Nhan Trọng Đức vốn thông minh lanh lợi, chăm đọc và nghiên cứu sách luận, lại có tài văn võ song toàn, ban đầu được chọn vào thân vệ quân. Năm Thái Hòa thứ 3 đời Kim Chương Tông (1203), ông thi đỗ tiến sĩ, sau đó lần lượt đảm nhiệm các chức vụ ở châu, huyện. Dưới thời Kim Tuyên Tông, ông tòng quân ra trận và bị quân Mông Cổ bắt làm tù binh. Suốt thời gian một năm ở trong quân Mông Cổ, ông học được tiếng Mông Cổ, rồi dẫn một vạn quân trở về nước Kim. Ông được trao chức Thứ sử Bi Châu kiêm Tòng Nghi, trấn giữ Bi Châu. Tại đây, ông cho xây dựng thêm tường thành, dẫn nước bao quanh thành để phòng thủ. 

### Kháng cự quân Mông Cổ
Khi Kim Ai Tông lên ngôi, ông được bổ nhiệm làm Đồng tri Quy Đức phủ sự, kiêm Đồng thiêm Xu mật viện sự, đảm nhiệm chức vụ tại Từ Châu. Năm Chính Đại thứ 5 (1228), quân Mông Cổ tiến vào vùng Quan Thiểm. Ông và tướng Áo Đồn A Lý Bất đang giao ban thì quân Mông Cổ bất ngờ kéo đến, khiến hai người bọn họ không kịp ứng phó, quân Kim phải tháo chạy về phía Đông. Mặc dù Áo Đồn A Lý Bất không bị luận tội nhưng đáng lý ra phải chịu án tử hình. Hoàn Nhan Trọng Đức đã dâng sớ nhận lỗi, nói rằng: “Khi quân Bắc vượt quan ải, phù ấn đã giao lại, sao có thể đổ lỗi cho vị tướng tiền nhiệm được? Thần xin chịu tội chết.” Kim Ai Tông vì vậy chỉ ra lệnh đánh roi Áo Đồn A Lý Bất, miễn cho ông ta tội chết.
Năm Chính Đại thứ 6 (1229), Hoàn Nhan Trọng Đức được bổ nhiệm làm Tri phủ Củng Xương phủ, kiêm hành Tổng soái phủ sự. Thời điểm đó, Thiểm Tây đã trải qua chiến tranh lâu dài, tan hoang khắp nơi. Ông triệu tập những người tản lạc, thu được quân số lên đến hàng vạn. Dựa vào địa thế núi non, ông dựng hàng rào phòng thủ, tổ chức đồn điền để tích trữ lương thực, quân lệnh nghiêm minh, đến mức "đi đường không nhặt của rơi", khiến một vùng yên ổn, trở nên tương đối khá giả giữa thời loạn.
Năm Chính Đại thứ 8 (1231), Hoàn Nhan Trọng Đức được phong làm Hành tỉnh Củng Xương. Đến năm Thiên Hưng đầu tiên (1232), ông giữ chức Thượng thư bộ Công, Tham tri chính sự, làm việc tại Hành Thượng thư tỉnh ở Thiểm Châu. Ông từng điều động binh mã tới cứu viện Biện Kinh Khi Kim Ai Tông dời đô về phía Đông, ông được phong làm Thượng thư Hữu thừa kiêm Xu mật Phó sứ. 

### Tử thủ Thái Châu
Năm Thiên Hưng thứ 2 (1233), Kim Ai Tông đến Quy Đức phủ, lệnh cho Hoàn Nhan Trọng Đức thiết lập Hành Thượng thư tỉnh tại Từ Châu. Tháng Hai năm đó, ông dẹp yên loạn ở Ngư Sơn. Sau đó, Hoàn Nhan Trọng Đức theo Kim Ai Tông đến Thái Châu, kiêm nhiệm Thượng thư tỉnh Xu mật viện sự. Ngày mồng 10 tháng Giêng năm Thiên Hưng thứ 3 (tức ngày 9 tháng 2 năm 1234), thành bị phá, ông đích thân dẫn quân giao chiến ác liệt với địch trong các ngõ phố. Kim Ai Tông thấy đại thế đã mất đành tự sát, ông được tin bèn nhảy xuống sông tự vẫn nhằm bày tỏ tấm lòng trung quân ái quốc.

## Thê tử
Vợ của Hoàn Nhan Trọng Đức không rõ họ tên và dòng tộc. Khi xảy ra vụ biến loạn Thôi Lập, bà tự hủy dung nhan và bỏ hết trang phục lộng lẫy, dẫn theo thiếp của Trọng Đức cùng hai người con trai, giả vờ đi hái rau, rồi từ Biện Châu trốn đến Thái Châu. Khi thành Thái Châu bị vây hãm, tất cả đàn ông đều lên thành chiến đấu giữ thành. Bà nói với phu quân mình rằng: "Tình thế đã như vậy, nam nhi có thể vì nước mà dốc sức, lẽ nào nữ nhi lại không thể?" Sau đó, bà dẫn đầu các phu nhân trong thành lập thành một đội quân riêng, tự mình vận chuyển tên đá đến chân thành để cung ứng cho quân sĩ. Phụ nữ trong thành đều tranh nhau đi theo bà để góp sức mình. Sau khi thành bị quân Mông Cổ chiếm, bà đã tự sát.